# Биофарма
ООО «Биофарма плазма» — украинская компания, разрабатывающая и продающая препараты из донорской крови человека, рекомбинантные лекарства, пробиотики с применением спорообразующих бактерий.

## История компании
В 1896 году в Киеве был открыт Бактериологический Институт.
В 1920 году Бактериологический Институт был реорганизован в Санитарно-бактериологический институт, а в 1938 году — в «Украинский институт эпидемиологии и микробиологии». В 1941—1944 годах Институт был эвакуирован и работал в Куйбышеве. После ряда преобразований и переименований (1965, 1978, 1992 годы), в 2009 году возникло ОАО «Биофарма».

### Модернизация в XXI веке
В 2005 компания внедрила технологию инактивации вирусов сольвент/детергентным методом (S/D) в процессе производства иммуноглобулинов.
В 2012 году акционерами «Биофармы» стали управляющая компания «Horizon Capital» и «FMO», которые инвестировали в строительство нового завода.
В 2014 году была запущена первая очередь биофармацевтического научно-производственного комплекса (НПК), который спроектировала инжиниринговая компания «Linde Group» (Германия).
16 июня 2015 года, при участии министра здравоохранения Украины, а также дипломатических представителей Канады, Австралии и США состоялось официальное открытие НПК «Биофарма». По этому случаю компания передала Министру здравоохранения Украины ряд медикаментов собственного производства, общей стоимостью 1 млн грн., для обеспечения нужд Минобороны и лечения военнослужащих.
По состоянию на 2017 год, продукция компании является основанием, благодаря которому Украина входит в список 12 стран мира, которые наладили выпуск препаратов с содержанием факторов свёртывания крови.
В сентябре 2019 года открылся завод — фракционатор плазмы, который сможет перерабатывать до миллиона литров плазмы в год.
В декабре 2019 Биофарма продала часть компании немецком фармацевтическом производителю STADA. Акционеры Биофармы сохранили производство препаратов из донорской плазмы.

### Строительство нового комплекса
В конце 2016 компания начала строительство третьей очереди завода для фракционирования плазмы крови. Согласно проектной мощности, общий объем переработки плазмы крови составит свыше 400 тонн в год. На новых мощностях «Биофарма» планирует наладить выпуск Имуноглобулина, Альбумина, Фактора свёртывания крови VIII в масштабах, которые должны покрыть нужды украинского рынка и обеспечить возможность экспорта..
В 2019 году в Белой Церкви открыли завод по переработке плазмы крови «Биофарма». На его строительство было потрачено около 75 млн долларов.

## Деятельность

### Научная
В первые два десятилетия существования приоритетным было изучение патогенеза и эпидемиологии инфекционных болезней, производились сыворотки и вакцины, предоставлялась помощь зараженным бешенством. В 1925 году была освоена новая противотуберкулёзная вакцина БЦЖ. В 1930-годах прошли испытания лекарства от оспы, холеры, тифа, дизентерии и др. В 1965 году предприятие перешло на выпуск препаратов из человеческой крови вместо вакцин и сывороток.
В 2005 году компания внедрила сольвент/детергентный метод инактивации вирусов для ИГВВ.
В апреле 2020 года компания Biopharma начала сбор плазмы у людей, вылечившихся от COVID-19. В сентябре 2020 года Биофарма завершила клинические испытания иммуноглобулина (Биовен) в комплексной терапии пациентов с пневмонией, вызванной коронавирусной инфекцией COVID-19.

### Продукция
Предприятие выпускает лекарственные препараты в трех категориях:
- рецептурные (препараты плазмы крови, рекомбинантные, а также различные порошки, растворы и экстракты для инъекций, капли, мази);
- безрецептурные (спреи, пессарии, суппозитории, капли назальные, капли очные);
- диетические добавки[24].